# Прирічне (Жанасемейський район)
Прирі́чне (каз. Приречное) — село у складі Жанасемейського району Абайської області Казахстану. Адміністративний центр Прирічного сільського округу.
Населення — 1025 осіб (2021; 1303 у 2009, 1117 у 1999, 1086 у 1989).
Національний склад станом на 1989 рік:
- росіяни — 36 %
- німці — 32 %
- казахи — 24 %